# Anni von Zieten
Anni Sophie Luise von Zieten (* 16. Januar 1906 in Berlin; † 22. November 1989 in Potsdam) war eine deutsche DDR-Filmproduzentin und Produktionsleiterin.

## Leben
Anni von Zieten war eine Tochter des Gutsherrn auf Wildberg, Oberst Ernst von Zieten (1863–1916), und seiner Frau Helene, geb. Freiin von Wrangel (1881–1969). Aus den Jahren 1929 bis 1934 sind mehrere Schreiben an die Schriftstellerin Gertrud von le Fort überliefert. Beruflich war Anni von Zieten zunächst als Sekretärin beim Deutschen Herrenklub und danach als Sozialpädagogin tätig. Nach dem Zweiten Weltkrieg stieß sie in Ostdeutschland zum Film und ist von April 1951 bis Oktober 1952 in der Filialleitung der DEFA-Produktion Sachsen nachzuweisen, wo sie als Produktionsleiterin kurze Dokumentarfilme herstellte. Kurz darauf wechselte Anni von Zieten zur DEFA-Zentrale nach Potsdam-Babelsberg, wo sie 1952/53 in selbiger Funktion beim DEFA-Studio für populärwissenschaftliche Filme eingesetzt wurde. Vom 1. Mai 1954 bis zum 31. August 1974 war von Zieten Angestellte der DEFA-Spielfilmproduktion und wirkte als Produzentin bzw. Produktionsleiterin an einer Fülle von Kino- aber auch Fernsehfilmen mit, darunter Kinder- und Märchenfilme wie Die Fahrt nach Bamsdorf, Kaule und Die Nacht im Grenzwald, Komödien wie Das verhexte Fischerdorf und Aber Vati! sowie Zeitstoffe (Junge Frau von 1914), aber auch den zum Zeitpunkt seines Entstehens (Mauerbau 1961) hochproblematischen Märchenstoff Das Kleid. Am 1. September 1974 ging Anni von Zieten in Rente.

## Filmografie
bis 1953 dokumentarische Kurzfilme, danach Spielfilme (Kino wie Fernsehen)
- 1951: Das demokratische Dorf
- 1952: Aktivisten der Eisenbahn
- 1952: Unsere Traktoristin
- 1952: Volkskunst im Erzgebirge
- 1953: Sommer im Spreewald
- 1956: Die Fahrt nach Bamsdorf
- 1958: Abenteuer in Bamsdorf
- 1958: Das Feuerzeug
- 1959: Die Achatmurmel
- 1959: Der verlorene Ball
- 1959: Der neue Fimmel
- 1960: Hatifa
- 1960: Der Moorhund
- 1960: Die Achatmurmel
- 1960: Das Rabauken-Kabarett
- 1960: Kuttel
- 1961: Drei Kapitel Glück
- 1961: Das Kleid
- 1962: Das Glas Wasser
- 1962: Das verhexte Fischerdorf
- 1963: Geheimnis der 17
- 1964: Als Martin vierzehn war
- 1964: Egon und das achte Weltwunder
- 1964: Die Suche nach dem wunderbunten Vögelchen
- 1965: Entlassen auf Bewährung
- 1965: Herr Iwan
- 1965: Episoden vom Glück
- 1967: Kaule
- 1967: Die Nacht im Grenzwald
- 1968. Zauber auf dem Eis
- 1968: Im Himmel ist doch Jahrmarkt
- 1969: Spring, wenn du kannst
- 1969: Der Engel im Visier
- 1969: Junge Frau von 1914
- 1970: Der Mörder sitzt im Wembley-Stadion
- 1972: Florentiner 73
- 1972: Anfang am Ende der Welt
- 1973: Aber Vati!
- 1974: Neues aus der Florentiner 73